# شيلدون فيلا
شيلدون فيلا (بالإنجليزية: Sheldon Vella)‏ هو فنان قصص مصورة أسترالي، ولد في 25 سبتمبر 1984 في Williamstown, Victoria ‏ في أستراليا.

## وصلات خارجية
- الموقع الرسمي